# Železniční trať Rakovník–Mladotice
Železniční trať Rakovník–Mladotice je jednokolejná regionální trať. Provoz na trati byl zahájen v roce 1899. Sjízdný úsek Rakovník – Kralovice u Rakovníka je v jízdním řádu pro cestující uváděn v tabulce číslo 162.

## Historie
Trať byla postavena akciovou společností Místní dráha Rakovník–Mladotice, k jejímu zprovoznění došlo 9. července 1899. Pro stavbu dráhy poskytla česká země 70% garanci základního kapitálu, který činil 3 860 350 korun. Kromě toho poskytla také garanci zúročení prioritních akcií ve výši 4,76 % základního kapitálu. Stát pomohl trati převzetím kmenových akcií ve výši 375 400 korun, zbylou částku 614 000 korun sehnali místní zájemci. Od počátku zde byl provoz zajišťován státními drahami (kkStB, později ČSD). Společnost Místní dráha Rakovník–Mladotice, vlastník tratě, byla zestátněna v roce 1925 podle zákona č. 156/1925 Sb.

### Zastavení provozu v úseku Čistá – Mladotice
K 1. lednu 1997 byla kvůli špatnému technickému stavu trati zastavena doprava z Čisté do Mladotic, České dráhy zajistily náhradní autobusovou dopravu, místními nazývanou „vlakobus“. 

### Obnovení provozu v úseku Čistá – Kralovice u Rakovníka
V roce 2001 byl zrekonstruován traťový úsek z Čisté do Kralovic u Rakovníka a byl na něm obnoven provoz. Oprava 9,5 km dlouhého úseku stála 38 milionů korun. V prosinci 2001 se tak obyvatelé Kralovic a Kožlan opět dočkali vlakového spojení se Středočeským krajem.
Od jízdního řádu 2013/2014 měl být na tomto úseku opět zastaven provoz, protože Plzeňský kraj odmítl objednat dopravu na svém úseku. Na provoz tří párů vlaků o víkendu a jednoho v pracovní dny se pak rozhodla přispívat města Kralovice a Kožlany.

### Zrušení každodenního provozu
V roce 2021 oznámil Středočeský kraj záměr zastavit nebo výrazně omezit dopravu na některých lokálních tratích po celém kraji z důvodu nízkého využití a vysokých nákladů. Mezi ně byla zařazena i tato trať. Pravidelný každodenní provoz vlaků zde byl v prosinci 2021 ukončen.

### Víkendový provoz Rakovník – Kralovice
Podle jízdního řádu 2021/2022 jezdil na trati pouze jeden sezónní víkendový pár Rakovnického rychlíku dopravce KŽC Doprava. Provoz pokračoval i v jízdním řádu 2022/2023.
Poté, co Středočeský kraj dopravu na trati odmítl objednávat, od 10. prosince 2023 svazek 77 obcí ODORAK (Svazek obcí okresu Rakovník pro zajištění dopravní obslužnosti) spolu s Plzeňským krajem zajistil v úseku Kralovice – Rakovník pravidelnou celoroční víkendovou dopravu u dopravce Die Länderbahn CZ čtyřmi páry vlaků každou sobotu i neděli, motorovými jednotkami RegioSprinter. Dopravu většinově hradí spolek ODORAK namísto Středočeského kraje, zbylou část hradí Plzeňský kraj. Plzeňský kraj přitom deklaroval snahu obnovit trať a prodloužit provoz až do nové zastávky u Mariánské Týnice. Na lince platí tarif Pražské integrované dopravy, jízdenky Integrované dopravy Plzeňského kraje jsou zde uznávány, ale nikoliv vydávány. Na lince je uznáván také tarif dopravce. Součástí plánu bylo i ukončení provozu Rakovníckého rychlíku.
Pro jízdní řád 2024 (od prosince 2023) byly Rakovnické rychlíky ukončeny v Rakovníku. Náhradou za ně zavedl týž dopravce Kralovický rychlík, který jezdí v dřívější trase Rakovnického rychlíku, ale nestaví nikde mezi Berounem a Rakovníkem a jezdí pouze příležitostně, pětkrát do roka (v červnu Noc kostelů v Mariánské Týnici a Kralovická pouť, v červenci Anenská pouť v Čisté, v září divadelní pouť v Mariánské Týnici a v prosinci jako Mikulášský vlak), a oproti Rakovnickému rychlíku jede výrazně později. Zatímco Rakovnický rychlík v roce 2023 dojížděl do Kralovic kolem 12 hodin a zpět vyjížděl po půl třetí, Kralovický dojíždí do Kralovic před půl šestou večer a zpět vyjíždí před tři čtvrtě na sedm. Zatímco na Rakovnickém rychlíku platí i tarif PID a tarif ČD, v Kralovickém rychlíku pouze tarify KŽC a OneTicket.

### Další osud nesjízdného úseku Kralovice u Rakovníka – Mladotice

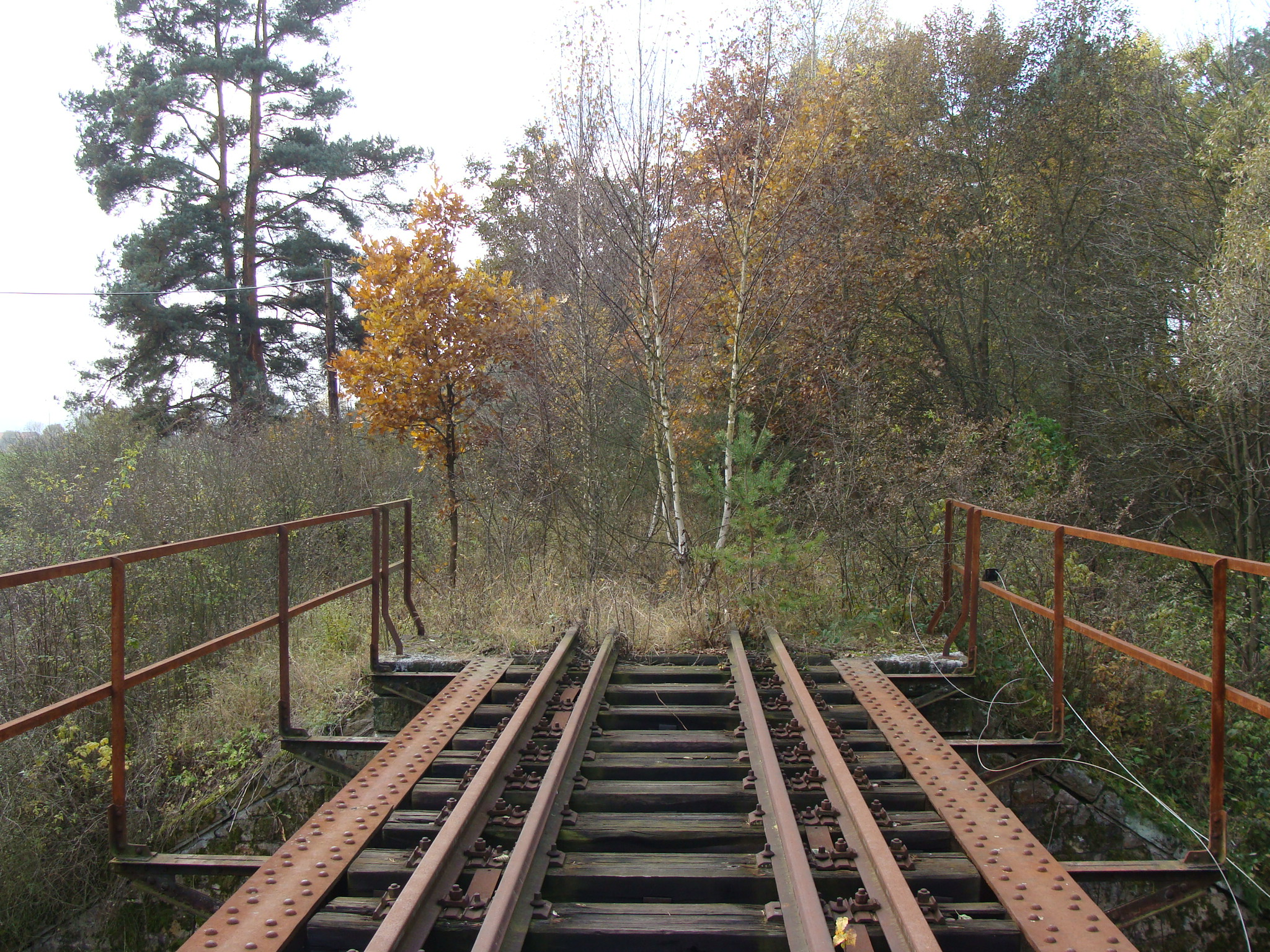
Most přes Mladotický potok v roce 2011

Úsek Kralovice u Rakovníka – Mladotice, na němž se nachází ještě stanice Trojany, zůstává nadále nesjízdný. Na řadě míst jsou rozkradené kolejnice, křížení se silnicemi již ani nejsou označena jako železniční přejezdy, trať je silně zarostlá náletem.
V úseku byla i po zprovoznění tratě z Čisté do Kralovic zachována náhradní autobusová doprava. Od roku 2012 byla podle článku ZSPD „začleněna mezi linky ČSAD“, nadále na ní však platí tarif ČD.
Na návrh SŽDC bylo 29. listopadu 2010 zahájeno správní řízení o zrušení úseku Kralovice u Rakovníka – Mladotice. Dne 9. prosince 2010 rozhodlo ministerstvo o přerušení řízení z důvodu, že SŽDC v žádosti chybně identifikovala dráhu GPS souřadnicemi. Žadatel byl vyzván, aby nedostatek v přiměřené lhůtě odstranil. Ke 30. srpnu 2012 bylo správní řízení o zrušení trati v úseku Kralovice u Rakovníka – Mladotice kvůli odmítavému stanovisku dotčených obcí a drážních spolků zastaveno.
Trať byla následně nabídnuta k prodeji. Její odkup by však vyšel na desítky milionů korun. Oprava trati by podle propočtů SŽDC z roku 2004 stála 80 milionů korun, pokud by po ní jezdily jen lehké vlaky omezenou rychlostí. Pokud by po trati měly jezdit namísto lokálky klasické osobní a nákladní vlaky, pak by v cenách roku 2004 stála oprava 140 milionů. Jen obnova mostu přes Mladotický potok by spotřebovala nejméně 20 milionů.

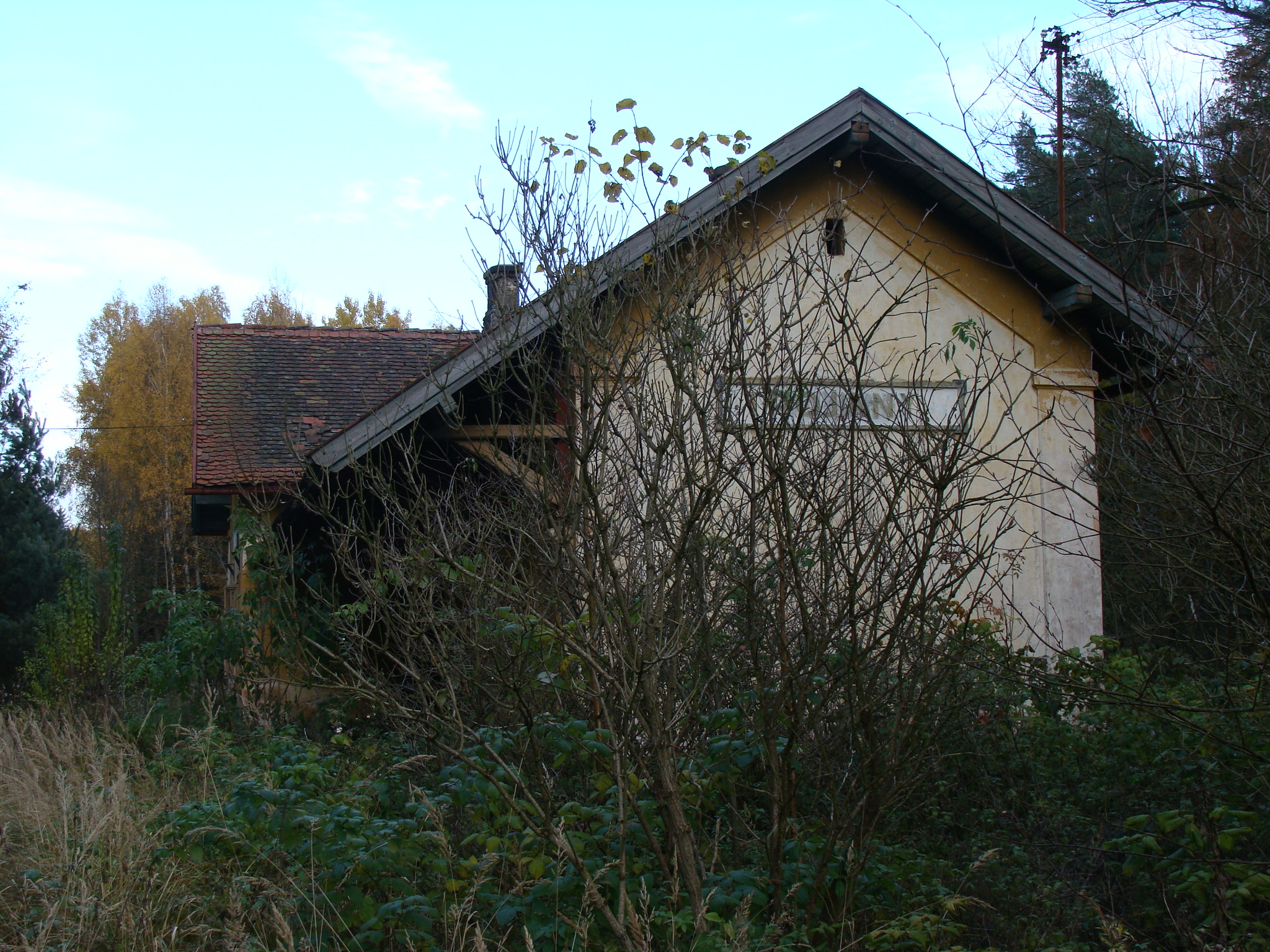
Opuštěné nádraží v Trojanech, zarostlé v lese pobliž Olšanské hájovny, pěšky i autem zhruba 2,5 km od vsi Trojany

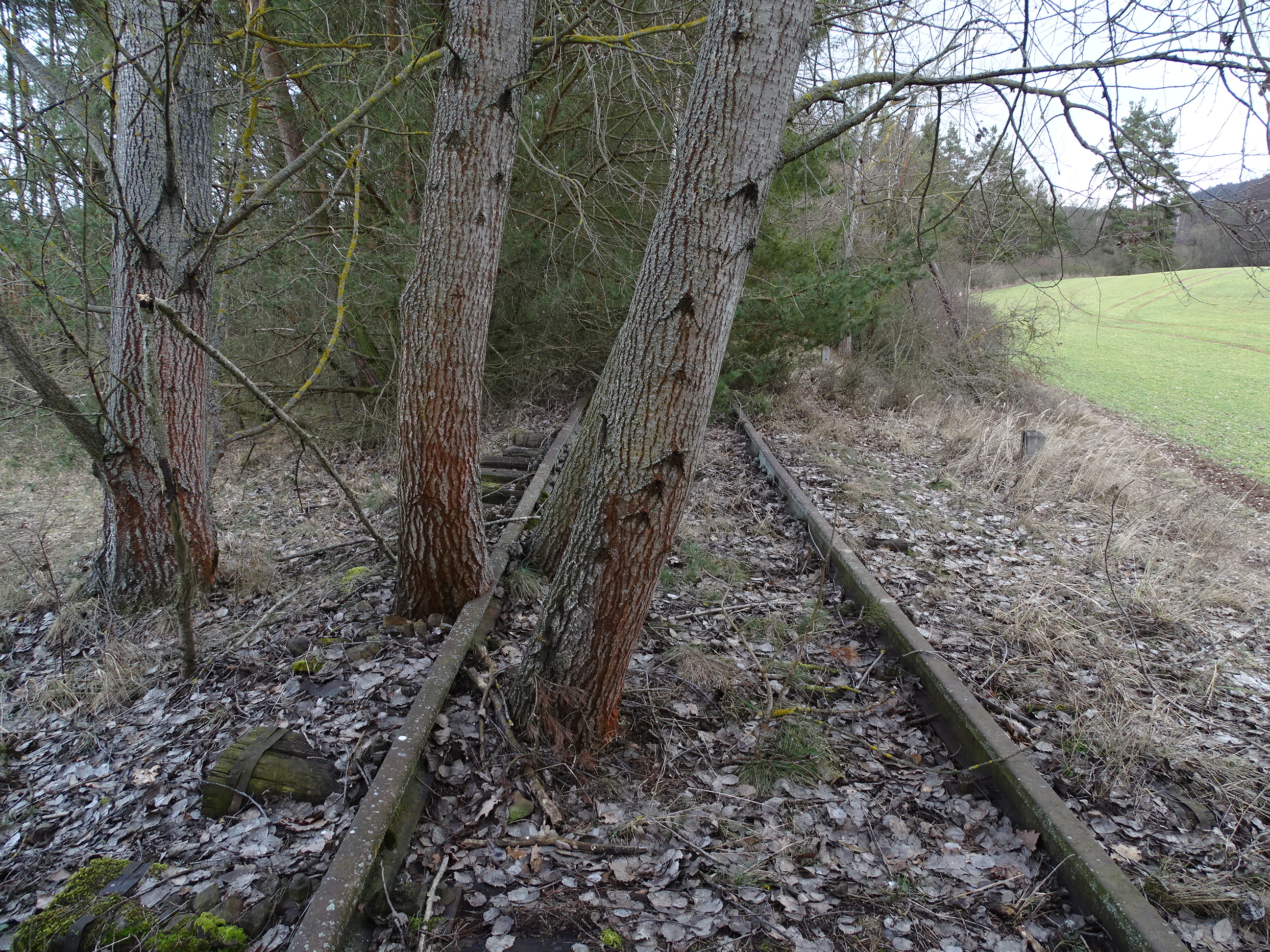
Zarostlá trať poblíž Mladotic v roce 2024

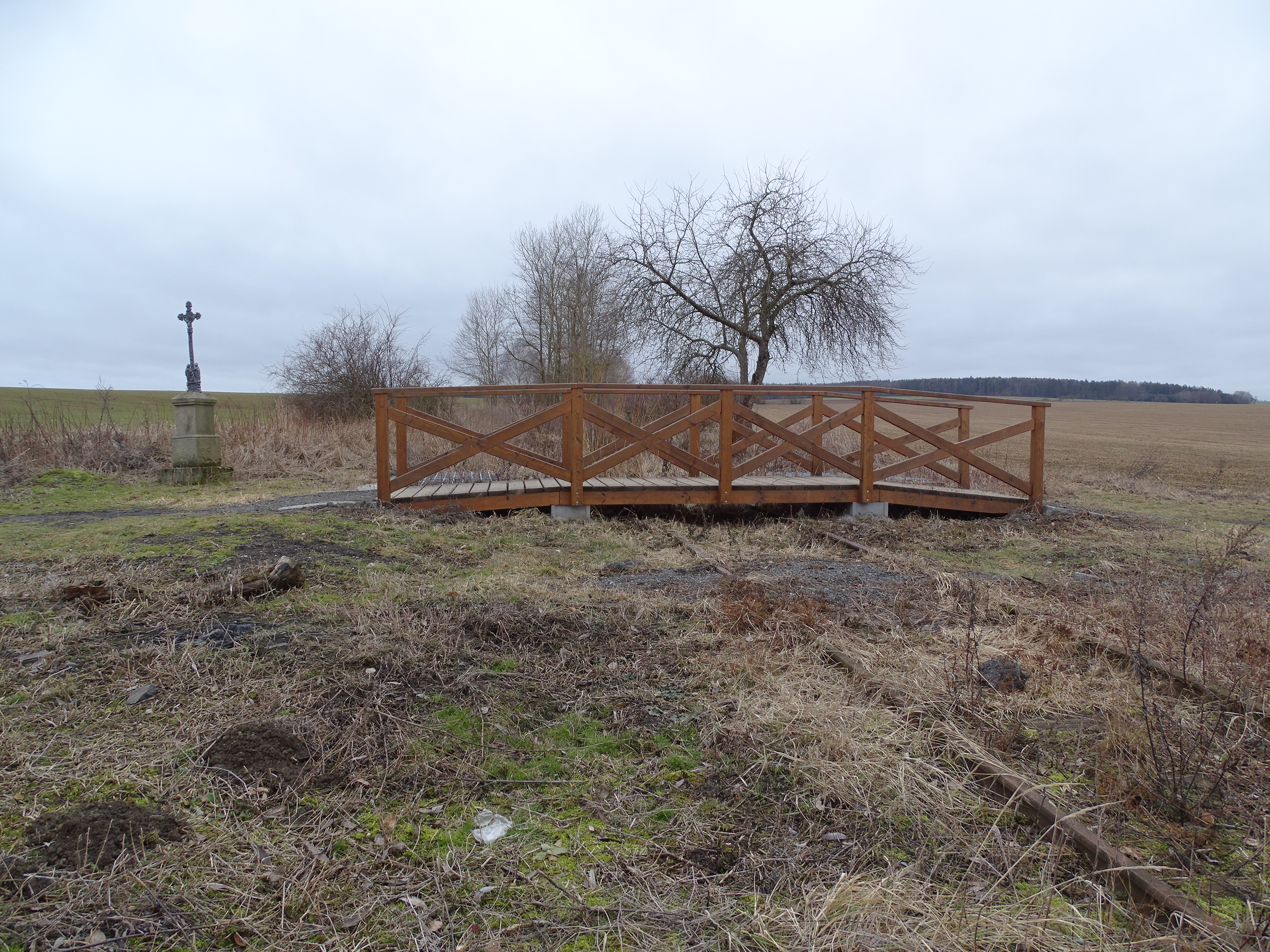
Přechod obnovené Staré plaské cesty přes nesjízdný úsek trati v místě u Mariánské Týnice, kde by město Kralovice chtělo zřídit zastávku

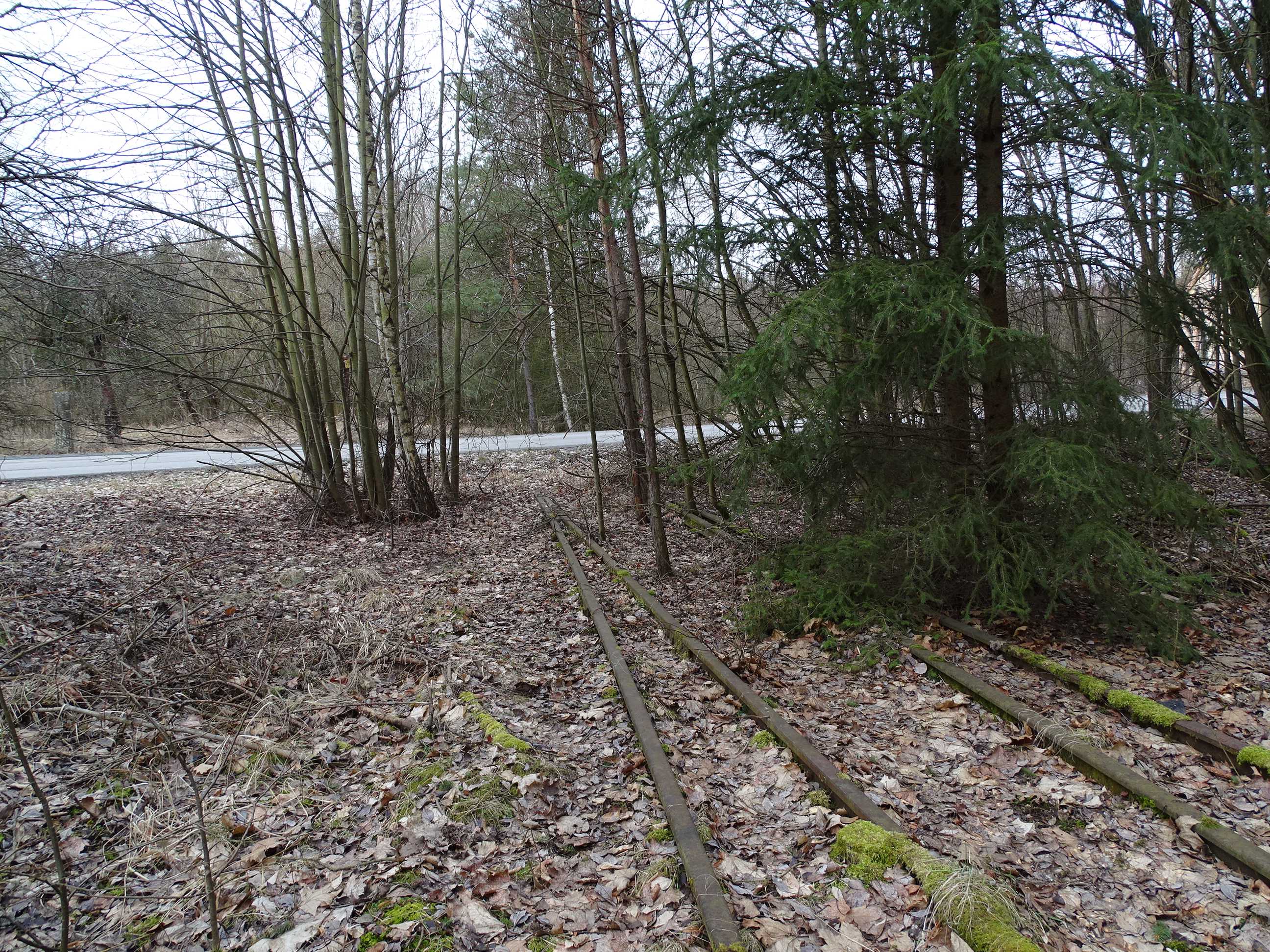
Většina přejezdů na zrušeném úseku je již stavebními úpravami znehodnocena, na snímku přejezd na zhlaví nádraží Trojany

V letech 2012 a 2013 byla traťová tabulka 162 v knižním jízdním řádu nazvaná „Rakovník – Kralovice u Rakovníka a zpět“, ale pod ní byl otištěn ještě zjednodušený výpis jízdního řádu části autobusové linky 460790 (jedná se o linku Kralovice – Manětín – Rabštejn nad Střelou) s poznámkou, že v úseku Kralovice, žel. st. – Mladotice, žel. st. na ní platí také tarif ČD. Ačkoliv se poznámka věnovala tomu, které zastávky jsou tarifními body ČD, kilometrické údaje pro tento úsek nebyly uvedeny ani v jedné z tabulek. Zároveň knižní vlakový jízdní řád uváděl, že pro spojení Královice–Plzeň lze o sobotách a nedělích použít též vybraných spojů linky 460805, ale k nim žádnou tarifní informaci neuváděl.
V knižním jízdním řádu pro rok 2014 byla již trať 162 zkrácena a přejmenována do úseku „Rakovník – Čistá a zpět“. Traťová tabulka platná od 7. dubna 2014 však trať opět prodloužila do Kralovic se třemi páry víkendových spojů (ráno, odpoledne a večer) jedoucími až do Kralovic, odpolední pár spojů v některých obdobích jezdí dokonce denně. O náhradní dopravě mezi Kralovicemi a Mladoticemi již v jízdním řádu pro rok 2014 není žádná zmínka.
V listopadu 2014 byla trať Kralovice – Mladotice (11,345 km, nabídková cena v prvním kole 27 115 060 Kč) jednou z pěti tratí, které stát nabídl k prodeji.
4. června 2015 se na webu petice24.com objevila petice za záchranu trati v celé její délce. Od 4. června 2015 do 20. října 2020 zde nasbírala 874 podpisů. Jedním z členů petičního výboru byl starosta Mladotic Zdeněk Slach, obecní úřad v Mladoticích byl také udán jako adresa pro zasílání podepsaných petičních archů. Druhým členem petičního výboru byl starosta Kralovic Karel Popel, třetím Pavel Tintěra z Čisté.
Správa železniční dopravní cesty trať opakovaně nabízela k prodeji, ovšem neúspěšně. O rozkradenou a zarostlou trať neměl nikdo zájem. V roce 2018 ji Správa železniční dopravní cesty nabídla bezúplatně obcím. Mladotice o trať zájem měly, jenže podmínkou bylo zajištění nejméně čtyř spojů denně, zatímco Plzeňský kraj, který obnovu podpořil, přislíbil pouze dva. Vzhledem k tomu, že podle mluvčí SŽDC Radky Pistoriusové vyčerpala státní organizace všechny legální kroky pro záchranu trati, zahájilo ministerstvo dopravy v roce 2018 na návrh SŽDC správní řízení o jejím zrušení.
Obce podél trati však i po letech usilovaly o to, aby se provoz na trati obnovil. Proto byl založen spolek s názvem Místní dráha Rakovník – Mladotice, který o záchranu tratě usiluje.
Správa železniční dopravní cesty před návrhem na zrušení trati po neúspěšných veřejných soutěžích v souladu s usnesením vlády předložila nabídku na bezúplatný převod dráhy městu Kralovice, obci Mladotice, Plzeňskému kraji a Ministerstvu obrany, nikdo ze jmenovaných neprojevil zájem. Představitelé Mladotic uvedli, že obec si financování tratě nemůže dovolit, a vyjádřili nespokojenost, že stát problém přenáší na obce. Rada města Kralovice schválila podpis memoranda o společném zájmu obyvatel severního Plzeňska a Rakovnicka na zachování a revitalizaci dráhy Rakovník – Mladotice, memorandum chtěli zastánci trati odeslat Plzeňskému a Středočeskému kraji a ministerstvu dopravy. S rušením trati vyslovil zásadní nesouhlas náměstek plzeňského hejtmana pro dopravu Pavel Čížek.
Rok 2019 se nesl v duchu oslav 120 let dráhy Rakovník–Mladotice. Při této příležitosti byl v sobotu 7. září vypraven „retrorychlík“ z pražského hlavního nádraží jedoucí přes Křivoklát, Rakovník až do Kralovic u Rakovníka, kde provozovaná část trati končí. Dále byl z Rakovníka do Kralovic vypraven motorový vůz M131 a z Plzně do Mladotic vyjela historická parní souprava. Ta měla ještě uskutečnit mimořádnou jízdu tam a zpět mezi Mladoticemi a Plasy, ovšem tak se nestalo. V nesjízdném úseku mezi Kralovicemi u Rakovníka a Mladotice bylo možné se svézt náhradní autobusovou dopravou, kterou tvořila Škoda 706 RTO. Spolek Místní dráha Rakovník – Mladotice nechal vydat knihu nazvanou Sto dvacet let z Rakovníka do Mladotic po kolejích a dále se prodávala výroční turistická známka „No. 2451 - 120 let dráhy Rakovník - Mladotice“.[ve zdroji nenalezeno]
Na přelomu ledna a února 2025 Správa železnic poprvé stáhla žádost o zrušení dráhy a řízení bylo zastaveno. Oznámila, že úsek Mariánská Týnice – Mladotice zůstává z pohledu dopravní obslužnosti zbytný, obnovou neprojde a byly zahájeny kroky k přerušení provozuschopnosti, což znamená, že by mohl být odstraněn svršek a na tělese dráhy se ve vybraných úsecích předpokládá zřízení stezky.

### Rekonstrukce úseku Kralovice – Mariánská Týnice
V květnu a červnu 2024 podepsaly Plzeňský kraj, Správa železnic, město Kralovice a obec Mladotice memorandum o spolupráci, podle kterého má být zajištěna provozuschopnost části dráhy ze stanice Kralovice u Rakovníka do oblasti křížení dráhy s naučnou stezkou Stará cesta přibližně v žkm 29,300 a realizace výstavby nových zastávek Kralovice škola a Mariánský Týnec na dotčené dráze, přerušení provozuschopnosti a provozování části dráhy v úseku od nově vybudované zastávky Mariánský Týnec do stanice Mladotice a transformace vybraných částí dráhy na stezku. Obnovení provozuschopnosti je v memorandu plánováno ve dvou etapách, nejprve do zastávky Kralovice škola, ve druhé etapě do zastávky Mariánský Týnec. Plzeňský kraj a město Kralovice se zavázaly k finančnímu příspěvku na výstavbu nových zastávek.
Na přelomu ledna a února 2025 Správa železnic oznámila, že v souladu s memorandem do plánu projektové přípravy zařadila investiční akci rekonstrukce 2,3km úseku trati mezi Kralovicemi a Mariánskou Týnicí, kde mají být nově zřízeny zastávky Kralovice škola (začátkem roku 2025 byla prezentována pod názvem Kralovice město) a Mariánská Týnice. V roce 2025 mají být zahájeny projektové práce. Kraj se začátkem roku 2025 zavázal k objednávce tří vlaků denně. Radní Plzeňského kraje pro dopravu a člen správní rady Správy železnic Pavel Čížek na začátku roku 2025 uvedl, že za obnovení tratě bojují pět let a že pak by mohly jezdit přímé turistické vlaky Praha – Rakovník a Rakovník – Týnice.

## Stanice a zastávky

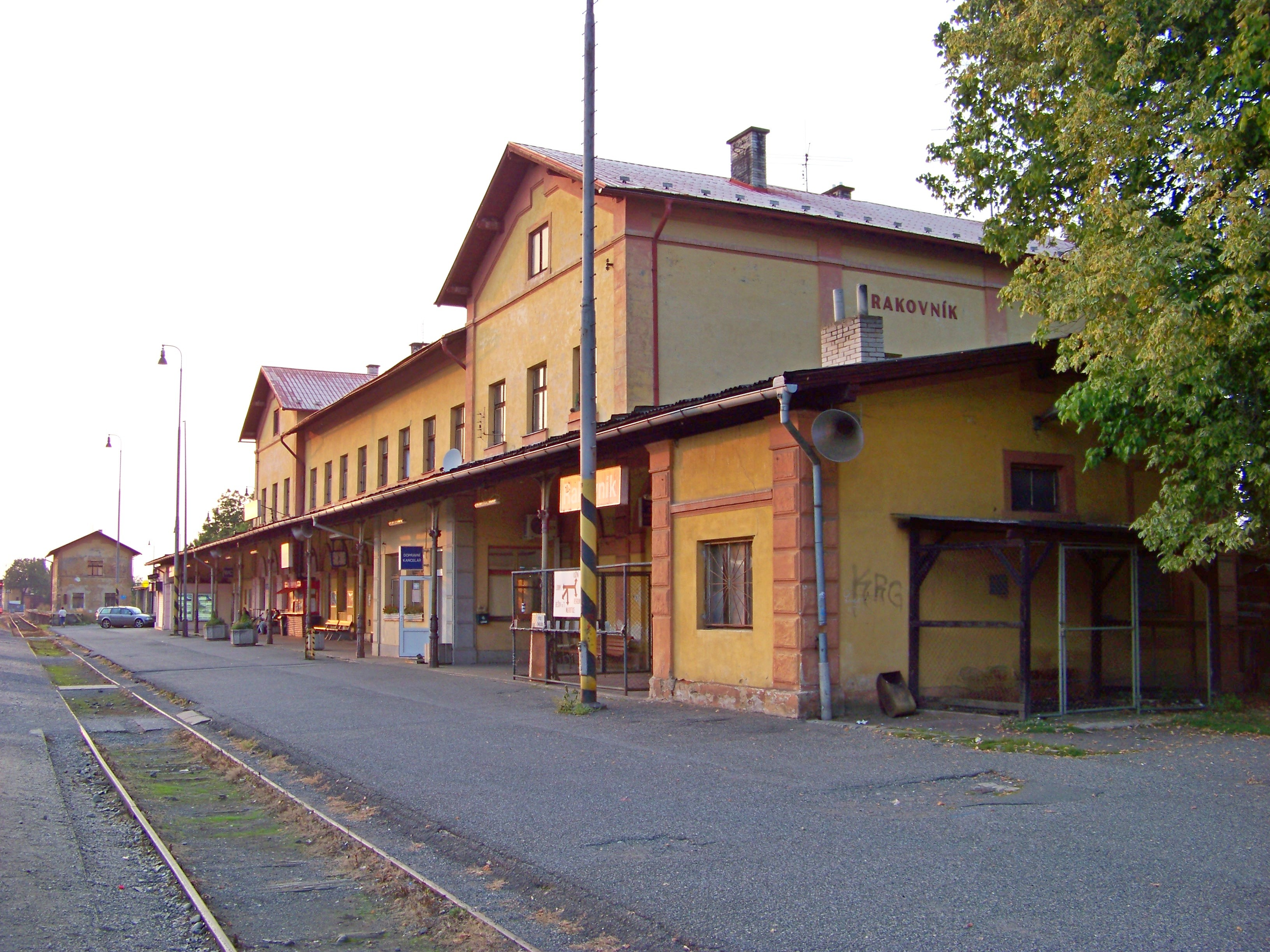
Rakovník
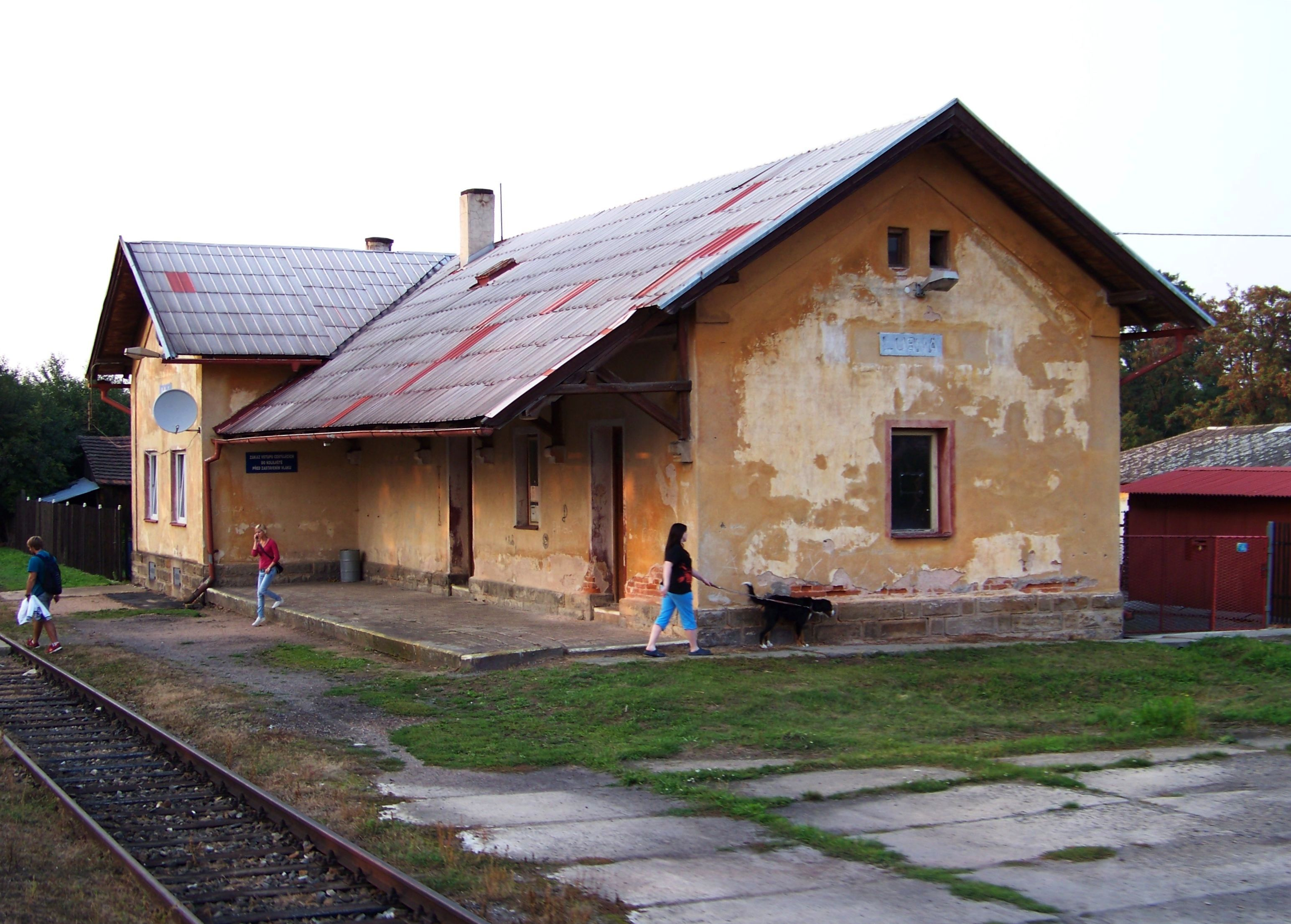
Lubná
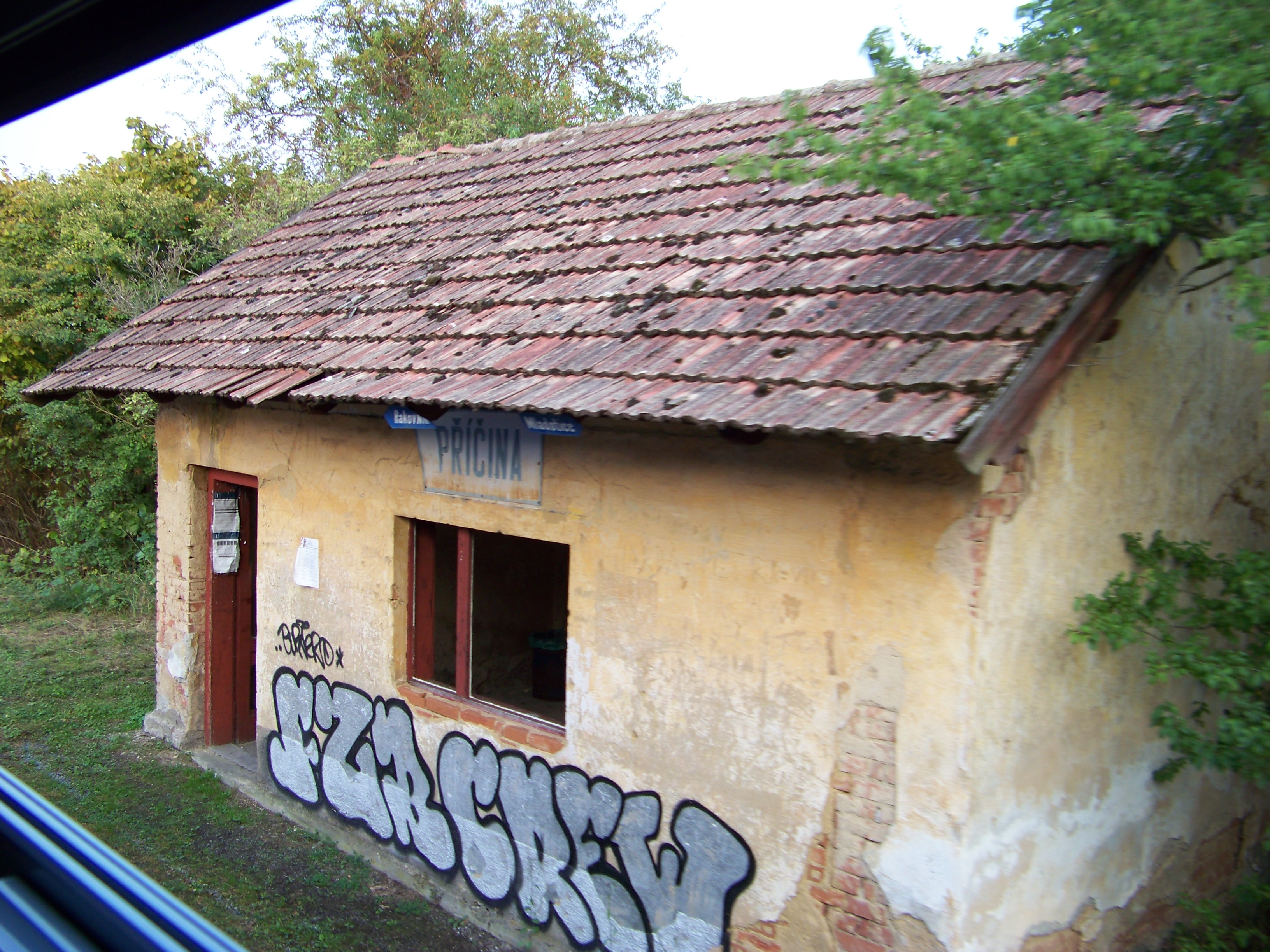
Příčina
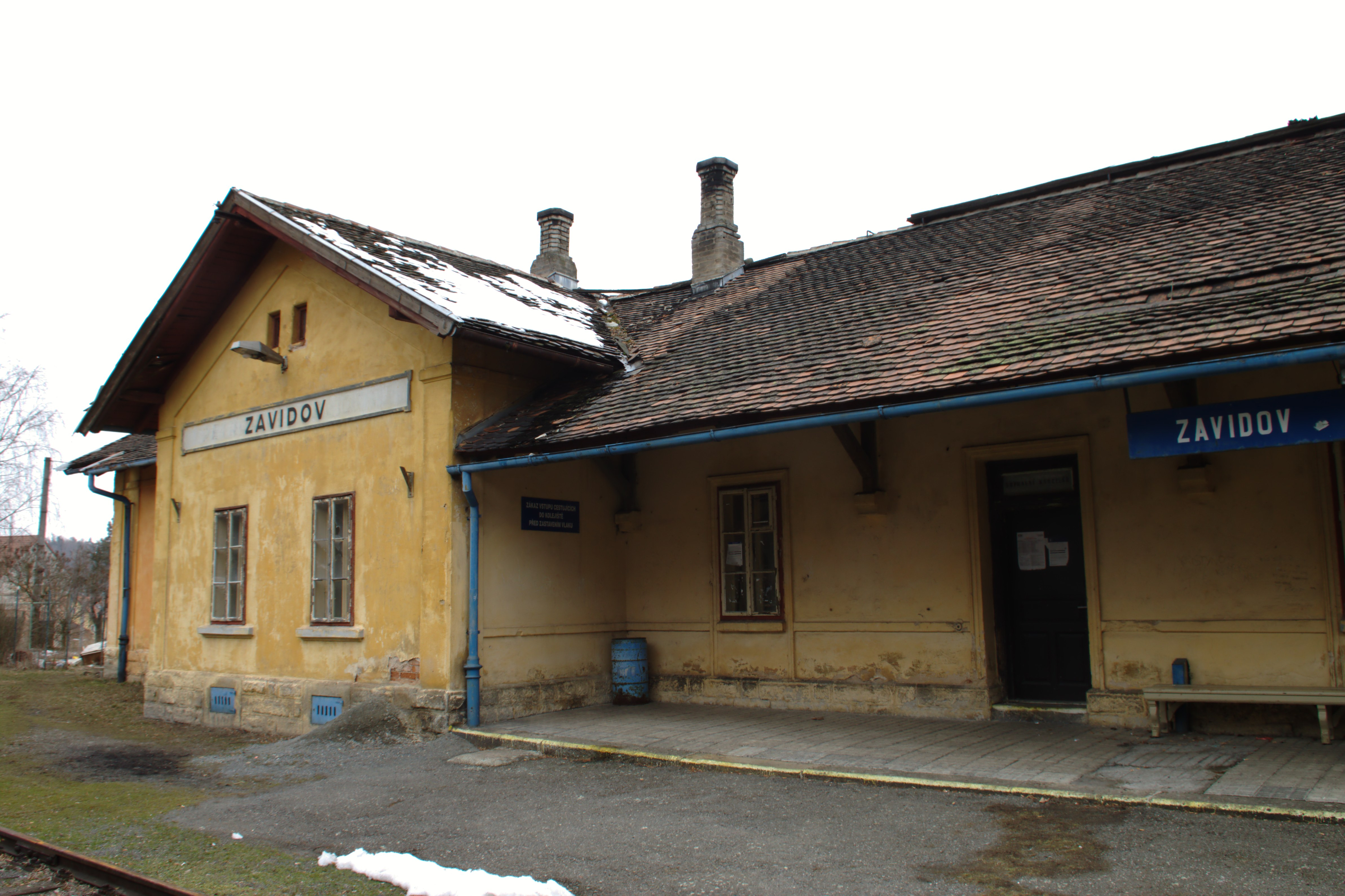
Zavidov
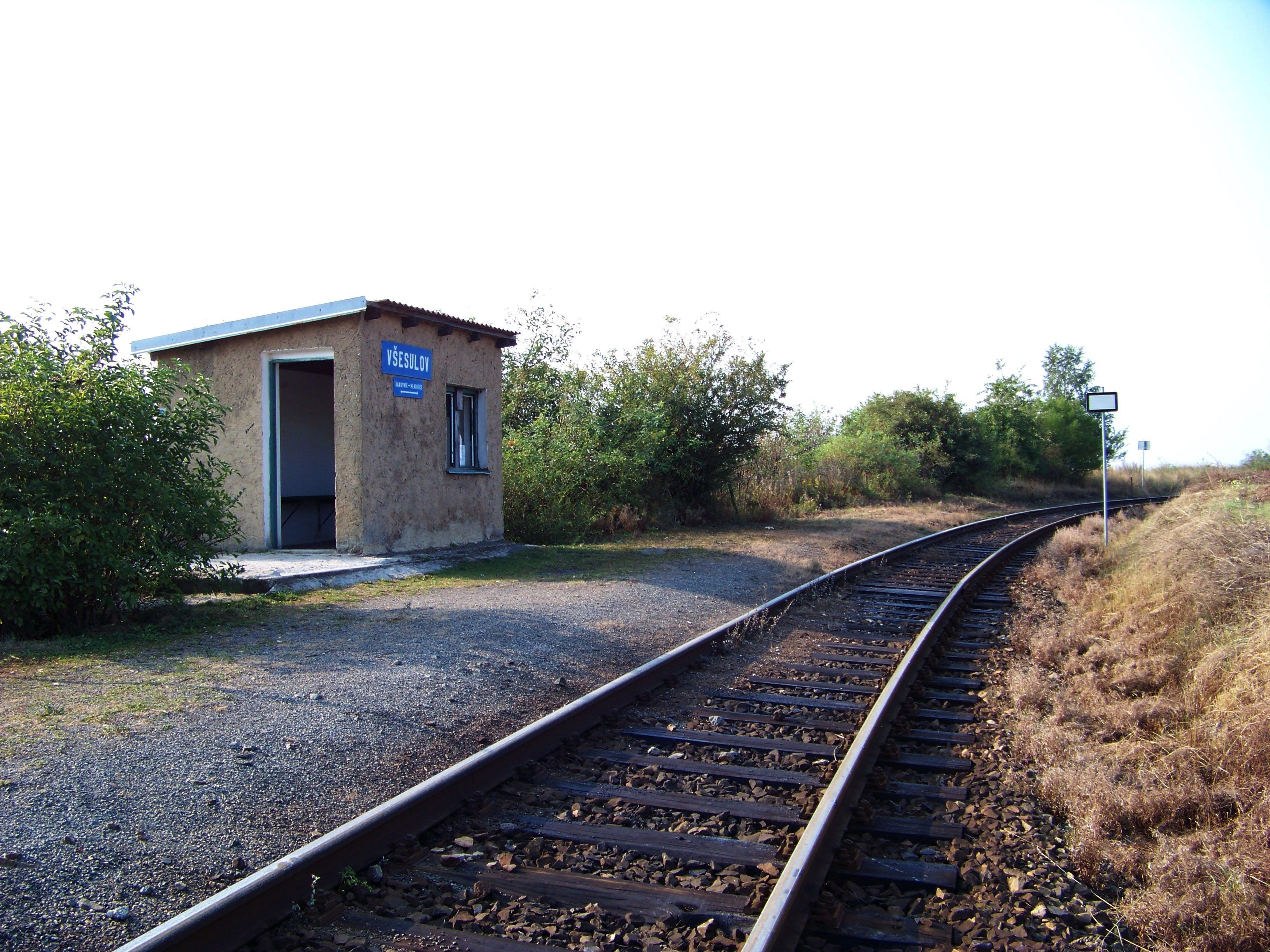
Všesulov
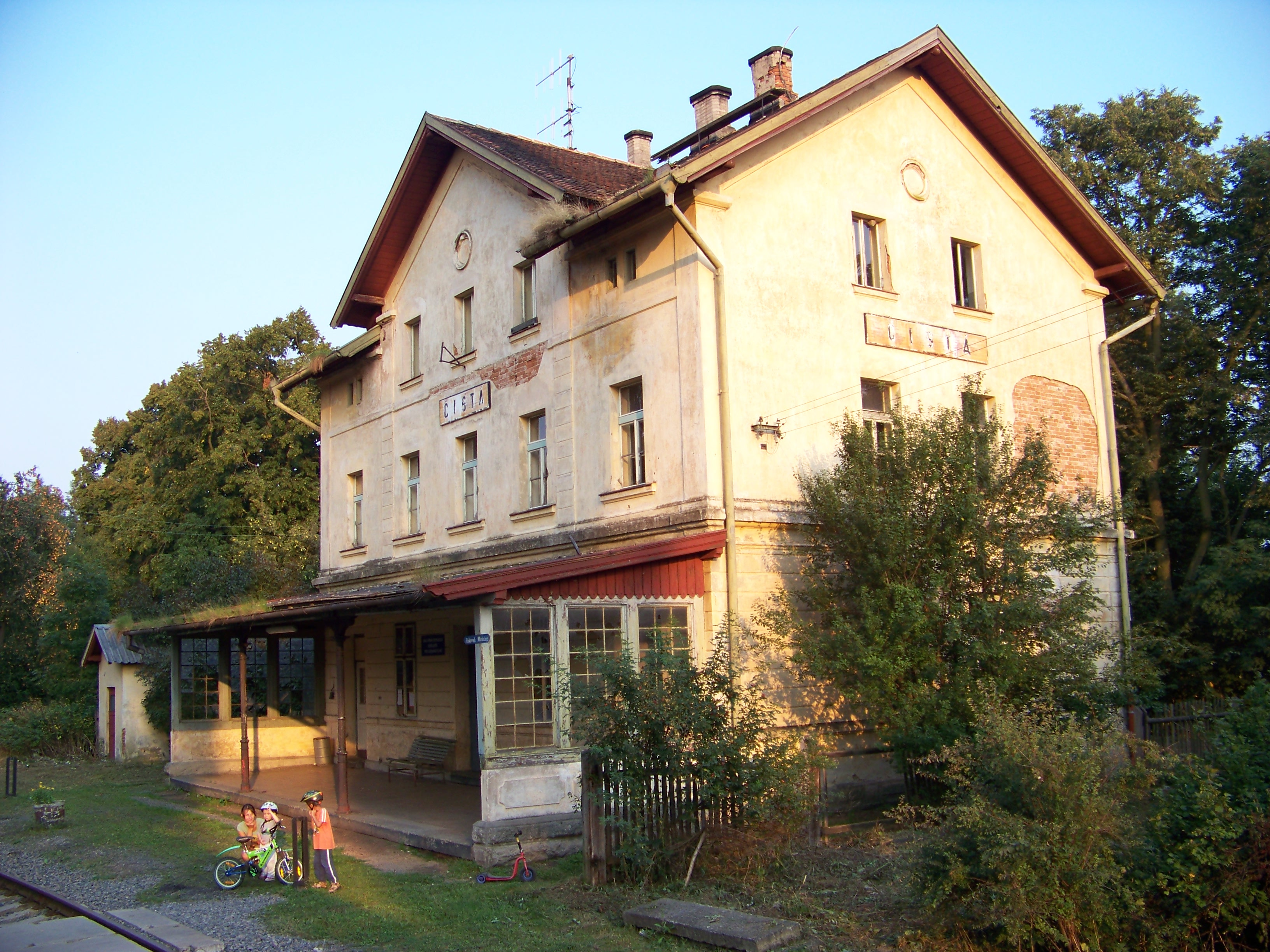
Čistá
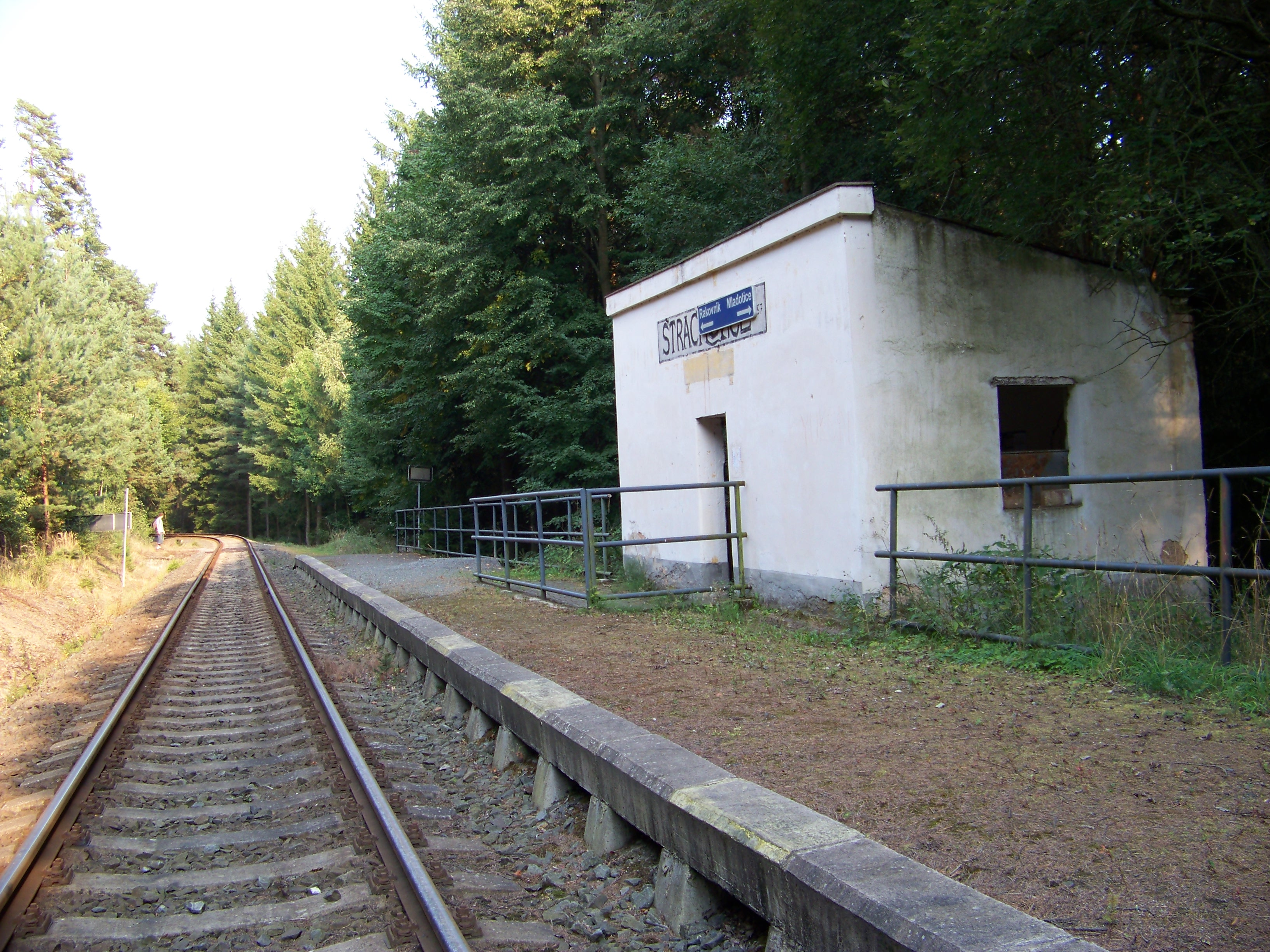
Strachovice
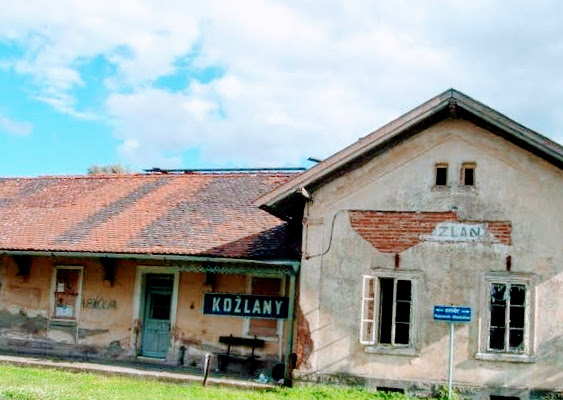
Kožlany
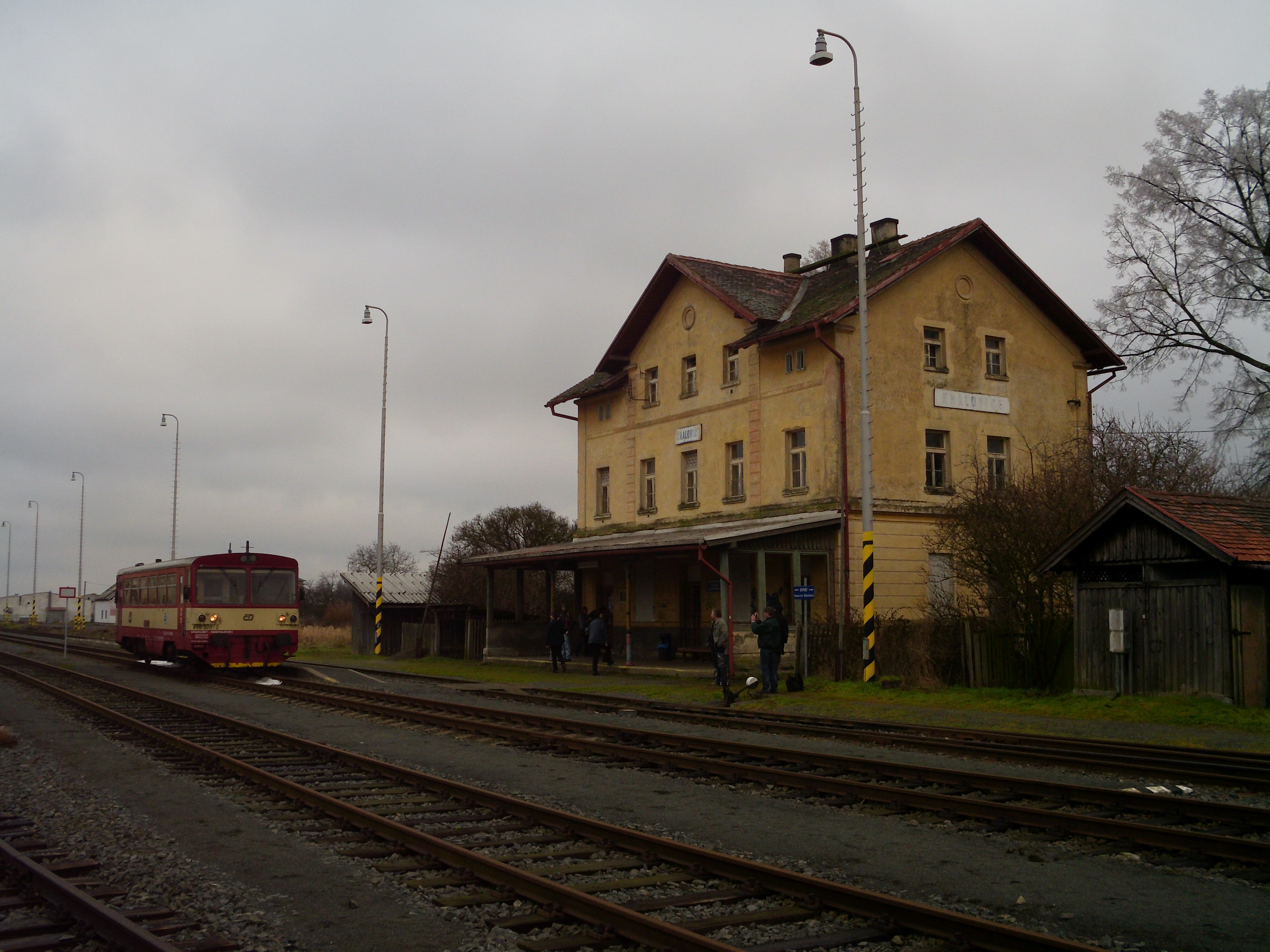
Kralovice u Rakovníka
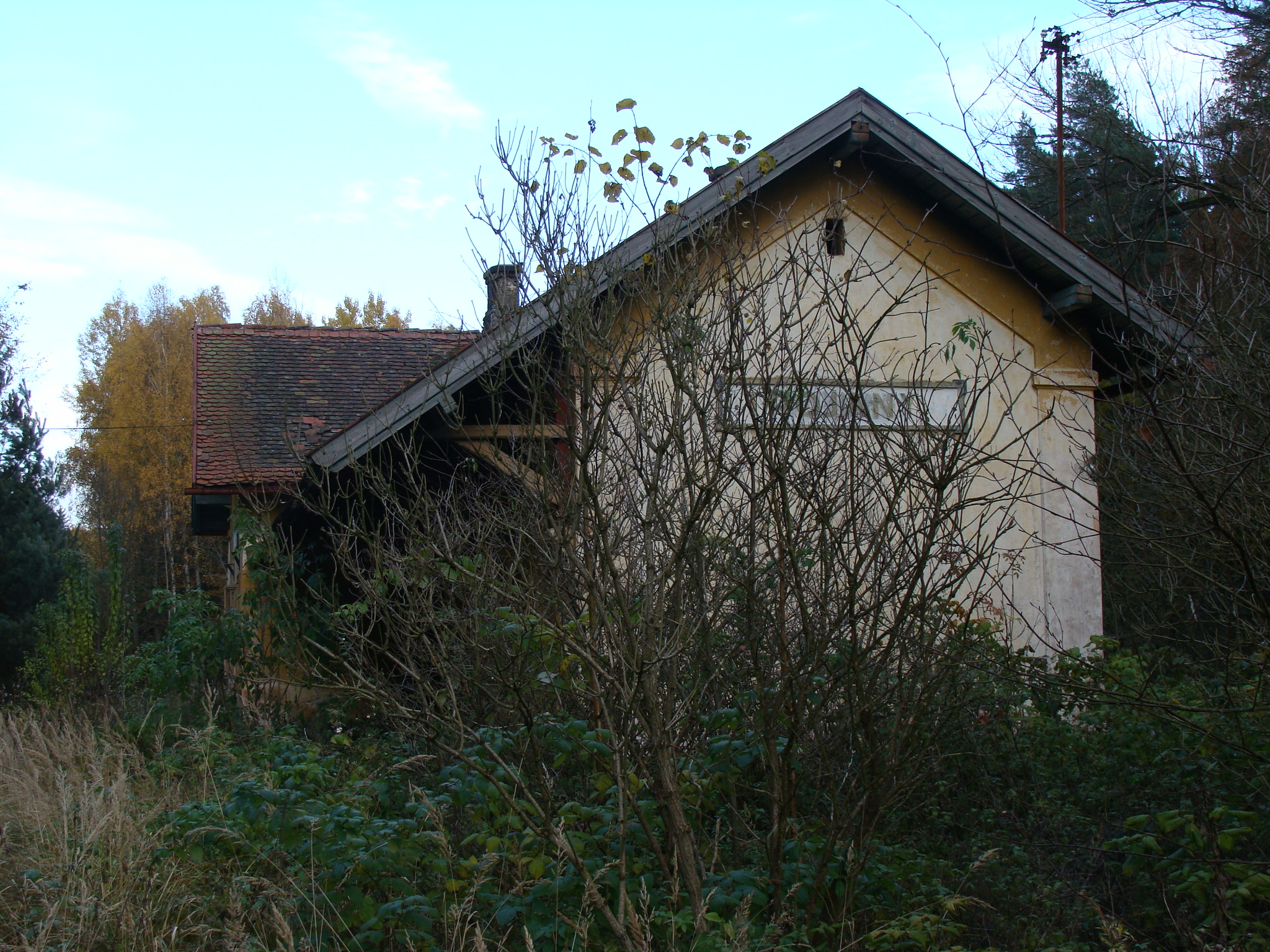
Trojany (mimo provoz)
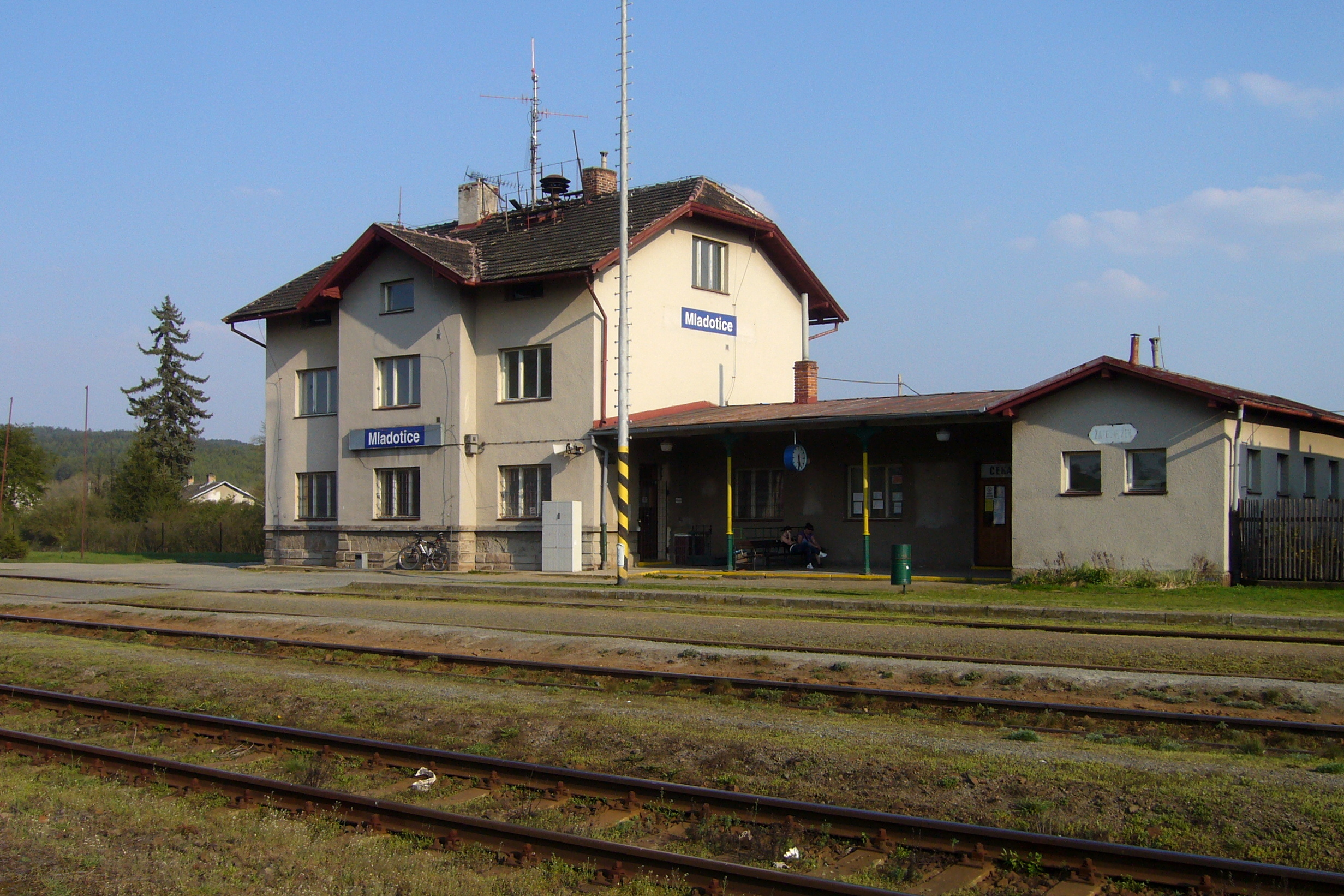
Mladotice

## Navazující tratě

### Rakovník
- Trať 120 Rakovník – Kladno – Praha
- Trať 126 Rakovník – Louny – Most
- Trať 161 Rakovník – Blatno u Jesenice – Bečov nad Teplou
- Trať 174 Rakovník – Beroun

### Mladotice
- Trať 160 Plzeň – Mladotice – Blatno u Jesenice – Žatec (– Most)